# Nomocharis
Nomocharis (Nomocharis Franch.) – odrębny rodzaj w tradycyjnym ujęciu, współcześnie grupa gatunków w obrębie rodzaju lilia Lilium z rodziny liliowatych. Należy tu 9 gatunków wieloletnich, ziemnopączkowych roślin zielnych, występujących w Azji, na obszarze od Himalajów do południowo-środkowych Chin. Nazwa naukowa rodzaju pochodzi od greckich słów νόμο (nomo – prawo, łąka) i χάρης (charis – łaska).

## Morfologia
Pęd podziemnyBiała cebula, pozbawiona tuniki.
LiścieLiście łodygowe, naprzemianległe lub okółkowe, siedzące, równowąsko-lancetowate do eliptyczno-lancetowatych.
KwiatyKwiaty obupłciowe, zebrane w grono, wyrastające na wzniesionym pędzie kwiatostanowym. Okwiat pojedynczy, sześciolistkowy. Listki okwiatu wolne, zwykle pokryte ciemnymi kropkami lub plamkami, postrzępione wierzchołkowo. Pręciki osadzone u nasady listków okwiatu. Nitki pręcików nabrzmiałe, mięsiste, niekiedy szydłowate. Zalążnia trójkomorowa, cylindryczna. Szyjka słupka maczugowata, rozszerzająca się wierzchołkowo, zakończona główkowatym znamieniem.
OwoceTorebki, zawierające wąsko oskrzydlone nasiona.

## Systematyka
Pozycja systematyczna
Rodzaj tradycyjnie wyróżniany w podrodzinie Lilioideae w rodzinie liliowatych Liliaceae. Na początku XXI wieku badania molekularne wykazały, że jest zagnieżdżony w obrębie rodzaju lilia Lilium, co wraz z wykazaniem zdolności do krzyżowania się gatunków z obu taksonów, spowodowało, że gatunki tu zaliczane przeniesione zostały do rodzaju Lilium.
Wykaz gatunków
Pierwsza nazwa tradycyjna, druga współczesna, po włączeniu tego rodzaju do rodzaju Lilium
- Nomocharis aperta (Franch.) W.W.Sm. & W.E.Evans ≡ Lilium apertum Franch.
- Nomocharis basilissa Farrer ex W.E.Evans ≡ Lilium basilissum (Farrer ex W.E.Evans) Y.D.Gao
- Nomocharis farreri (W.E.Evans) Cox ≡ Lilium sealyi Y.D.Gao
- Nomocharis georgei W.E.Evans ≡ Lilium georgei (W.E.Evans) Sealy
- [Nomocharis meleagrina Franch. ≡ Lilium meleagrina (Franch.) Y.D.Gao
- Nomocharis oxypetala (D.Don) E.H.Wilson ≡ Lilium oxypetalum (D.Don) Baker
- Nomocharis pardanthina Franch. ≡ Lilium pardanthinum (Franch.) Y.D.Gao
- Nomocharis saluenensis Balf.f. ≡ Lilium saluenense (Balf.f.) S.Yun Liang
- Nomocharis synaptica Sealy ≡ Lilium synapticum (Sealy) Y.D.Gao